# Morte por mil cortes

Execução de Joseph Marchand, Vietnã, 1835.

A morte por mil cortes ou lingchi (chinês: 凌遲, pinyin: língchí; [lǐŋ.ʈʂʰɨ̌]) é um método de execução no qual o réu julgado culpado sofre mutilação por grande quantidade de cortes em áreas específicas do seu corpo com uma faca afiada. 
Foi usada na China de 900 EC até cerca de 1905, quando foi proibida. Esta técnica foi muito usada no Japão, em tempos de guerra civil e nas guerras mundiais, quando espiões eram descobertos tinham de ter uma morte dolorosa, e essa era uma ótima forma de fazer isto. Para isso, homens treinados usavam facas afiadas em concreto misturados a diamantes, o material básico para a produção da lâmina era cerâmica (resistente). 
Em setembro de 2022, o dono de uma loja de penhores recebeu um álbum de fotografias que contém fotos da Segunda Guerra Mundial. Dentre as fotografias, chamaram à atenção as que retratavam o Massacre de Nanquim. Em uma dessas fotos é possível ver imagens de japoneses aplicando essa pena em uma cidade chinesa.[carece de fontes?]

## História
No momento da morte, o condenado era amarrado horizontalmente, ou disposto como que em luta contra o seu matador, porém não tinha chances, pois cada um dos mil cortes era certeiro, de forma que cada um dos golpes desferidos debilitasse parte do corpo do adversário, por fim, o condenado não tinha como andar, pois, normalmente, músculos, nervos e vasos sanguíneos eram danificados. 
Para o milésimo e último corte, o matador escolhia um lugar fatal à mostra, onde desferia o seu corte derradeiro, normalmente na garganta, e deixava o condenado morrer sentindo as dores. Por serem bem calculados, os cortes causavam imensa dor. Normalmente sangravam até morrer ou até os seus órgãos vitais parassem de funcionar.
Da dinastia Tang até os anos finais da dinastia Qing, uma forma de pena capital se destacou das demais por suas práticas particularmente cruéis e brutais. A antiga tática de tortura chinesa conhecida como lingchi – que se traduz vagamente como "fatiamento lento", "morte prolongada" ou "morte por mil cortes" – foi usada como método de execução desde o século VII até 1905, quando foi oficialmente banida.
Como o nome indica, o lingchi era um processo prolongado e brutal, em que um carrasco fazia justiça a vários infratores, administrando uma série de cortes na pele. Ao contrário da maioria dos estilos de execução, que visam eventualmente matar o condenado, o objetivo do lingchi era uma punição longa e lenta, destinada a ver quantos cortes uma pessoa poderia suportar antes de morrer, ou simplesmente perder a consciência.
O procedimento era bastante simples e exigia que o condenado fosse amarrado a um poste de madeira, incapaz de se mover ou se libertar de suas amarras.
A partir daí, o carrasco administrava cortes na carne nua, geralmente começando no peito, onde o seio e os músculos ao redor eram metodicamente removidos até que as costelas nuas estivessem quase visíveis. Em seguida, o carrasco faria seu caminho até os braços, cortando grandes porções de carne e expondo o tecido em um banho de sangue excruciante antes de descer para as coxas, onde repetiria o processo.
A essa altura, a vítima provavelmente já teria morrido e, em seguida, seria decapitada. Seus membros também eram cortados e recolhidos para serem colocados dentro de um cesto. Dizia-se que o ato de desmembrar punia os condenados nesta vida e na próxima, já que os ideais confucionistas proíbem a mutilação do corpo.
Como a lei chinesa não especificava nenhum método particular de execução, o lingchi tendia a variar conforme a região. Alguns relatos informam que os punidos morreram em menos de 15 minutos, enquanto outros casos aparentemente duraram horas, forçando o acusado a suportar até 3.000 cortes.

Esses detalhes dependeriam, é claro, da profundidade de cada incisão, bem como do nível de habilidade do carrasco e da gravidade do crime.

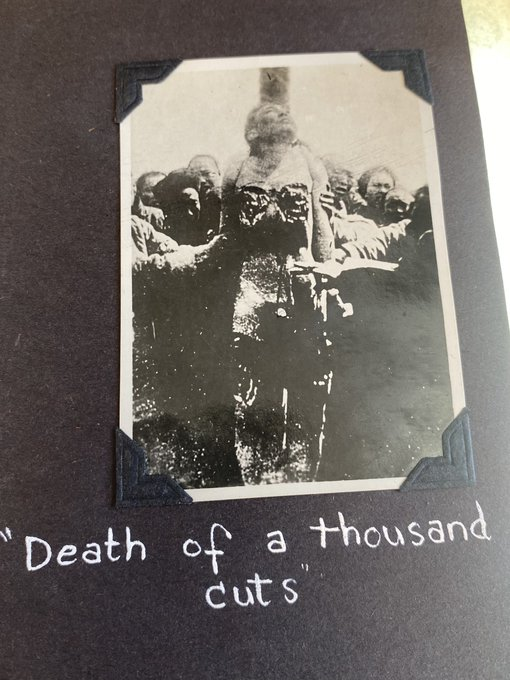
Imagem do álbum, que atualmente foi doado para autoridades chinesas.

As autoridades às vezes ficavam com pena dos acusados de crimes menores, limitando seu tempo de sofrimento. Famílias que podiam pagar muitas vezes pagavam para que seus parentes condenados fossem mortos imediatamente, garantindo que o primeiro corte seria o último e poupando-os de horas de tortura brutal.
Nem todos estavam sujeitos a morrer de forma tão cruel e incomum, já que o lingchi era reservado apenas para os piores crimes, como traição , assassinato em massa, patricídio e matricídio. No entanto, qualquer pessoa a quem os métodos tradicionais de punição não se aplicassem foi, infelizmente, sentenciada a encontrar seu criador da forma mais cruel nessas execuções públicas.
Enquanto muitos relatos antigos de lingchi provavelmente foram mitificados, encaixando-se em uma narrativa ocidental sensacionalizada que retratava as práticas "selvagens" dos então misteriosos chineses, um caso forneceu evidências fotográficas de tal crueldade.
A execução de Fou Tchou-Li por lingchi foi capturada em filme. Ele foi condenado em 1905 pelo assassinato de seu mestre, um príncipe mongol, e foi a última execução conhecida por lingchi antes que a morte por mil cortes fosse proibida apenas duas semanas depois.